# À suivre...
Pour les articles homonymes, voir À suivre.
Albums de Françoise Hardy
Gin tonic
(1980) Quelqu'un qui s'en va
(1982)
À suivre..., est le dix-neuvième album, édité en France et à l'étranger, de la chanteuse Françoise Hardy. L’édition originale est parue en France, en automne 1981.

## Mise en perspective de l'album
Le titre de cet album est emprunté à la dernière chanson du disque.

7 chansons sur 12 sont écrites par Françoise Hardy. Il y a une reprise : Rêve de Starlett, créée par Valérie Mairesse.
Villégiature, Voyou voyou et Tamalou sont les 3 chansons qui ont bénéficié de passages en radio. Tamalou en sera le principal succès.

## Édition originale de l’album
France, automne 1981 : microsillon 33 tours/30cm., À suivre..., WEA - Filipacchi Music/Flarenasch (723 623 – WE 351).

### Crédits
- Pochette : Photographies réalisées par Alain Marouani (recto) et Benaroch (verso).
- Réalisation artistique et orchestration :
  - Gabriel Yared sauf A 1 et B 10.
  - Pierre Groscolas et H. Roy pour A 1 et B 10.
- Réalisation sonore :
  - B. Lambert assisté de B. Permanne sauf A 1 et B 10.
  - Jean-Claude Charvier pour A 1 et B 10.

### Liste des chansons
Les 12 chansons qui composent cet album ont été enregistrées en stéréophonie.
| 1. | Ça va comme ça                                             | Françoise Hardy     | Pierre Groscolas    | 2 min 55 s |
| 2. | Voyou voyou                                                | Françoise Hardy     | Louis Chedid        | 4 min 05 s |
| 3. | Ça m'suffit                                                | Michel Bernholc     | Michel Bernholc     | 3 min 46 s |
| 4. | Sentimentale                                               | Jean-Claude Vannier | Jean-Claude Vannier | 3 min 35 s |
| 5. | Plus personne                                              | Françoise Hardy     | Daniel Perreau      | 2 min 50 s |
| 6. | Rêve de Starlett (1re interprète : Valérie Mairesse, 1980) | Valérie Mairesse    | Gabriel Yared       | 2 min 37 s |

| 1. | L'Amour c'est trop fort | Jean-Claude Vannier | Jean-Claude Vannier   | 3 min 19 s |
| 2. | Villégiature            | Étienne Roda-Gil    | Jean-Pierre Bourtayre | 3 min 49 s |
| 3. | Vert ouvert             | Françoise Hardy     | Gabriel Yared         | 2 min 59 s |
| 4. | Coupure de courant      | Françoise Hardy     | Pierre Groscolas      | 2 min 53 s |
| 5. | Tamalou                 | Françoise Hardy     | Pierre Groscolas      | 3 min 52 s |
| 6. | ... À suivre...         | Françoise Hardy     | Françoise Hardy       | 2 min 03 s |

## Discographie liée à l’album
Abréviations utilisées pour désigner les différents types de supports d'enregistrements :
LP (Long Playing) = Album sur disque 33 tours (vinyle)
K7 (Compact Cassette) = Album sur cassette
CD (Compact Disc) = Album sur disque compact
EP (Extended Playing) = Disque super 45 tours (vinyle), 4 titres
Maxi SP (Maxi Single Playing) = Disque 45 tours/30cm (vinyle), 2 titres
SP (Single Playing) = Disque 45 tours (vinyle), 2 titres

### Premières éditions françaises

#### Album sur autres supports que celui de l’édition originale
- 1981 : K7, À suivre..., WEA - Filipacchi music/Flarenasch (724.623).
- 1988 : CD (jewell case), Tamalou, coll. « Top compilation », WEA - Filipacchi music/Flarenasch (180152).

#### Disques promotionnels
Destinés à la promotion de l’album, ces disques, exclusivement distribués dans les médias (presses, radios, télévisions…), portent la mention « Disque de promotion, interdit à la vente ».
- 1980 : Maxi SP (gravé sur une seule face), Tamalou, WEA - Filipacchi music/Flarenasch (720 643).

1. Tamalou (F. Hardy / Pierre Groscolas).

- 1981 : SP, WEA - Filipacchi music/Flarenasch (720 663).

1. Sentimentale (Jean-Claude Vannier).
2. Voyou voyou (Louis Chedid).

#### Autres disques
- 1980 : SP, Tamalou, WEA/Flarenasch (721 643).

1. Tamalou (F. Hardy / Pierre Groscolas).
2. Vert ouvert (F. Hardy / Gabriel Yared).

- 1981 : SP, Villégiature, WEA/Flarenasch (721 649).

1. Villégiature (Étienne Roda-Gil / Jean-Pierre Bourtayre).
2. Ça va comme ça (F. Hardy / Pierre Groscolas).

### Rééditions françaises de l'album
- 1990 : K7, Tamalou, coll. « Top compilation », Carrère/Flarenasch (CA 331|73644).
- 1990 : CD (jewelcase), Tamalou, « Top compilation », Carrère/Flarenasch (CA 821|93644) - (3 218030 936443).
- 2005 : CD (jewelcase sous étui cartonné), Tamalou, « Top compilation », WMD/Flarenasch (472 048|WM 321) - (3 383004 720486).
- 2005 : CD, (digipack), À suivre…, Wagram (3108502|WAG 800) - (3 596971 085025).
- 2012 : CD, (digipack), À suivre…, Wagram (3265082|WAG 848) - (3 596972 650826).

### Premières éditions étrangères de l'album
- Espagne, 1981 : LP, À suivre (Continúa), Flarenasch/Linea tres/RCA (SNL1-7428).
- Japon, 1981 : LP, À suivre..., Epic Records (28 3P 297).
- Canada, 1982 : LP, À suivre..., VIP (70).
- Italie, 1983 : LP, À suivre..., WEA (TP 3202-1).
- Japon, 1990 : CD (jewelcase), À suivre..., Epic/Sony (ESCA 5194).

### Réédition étrangère de l’album
- Espagne, 1982 : LP, À suivre (Continúa), RCA Records (SPL 1-7297).

## Note et référence
1. ↑  SP, Sex Appeal, Flarenasch/WEA (721.644).